# V444 del Cigne
V444 del Cigne (V444 Cygni) és un estel binari a la constel·lació del Cigne de magnitud aparent +7,94. És membre del cúmul Berkeley 86 i s'hi troba aproximadament a 6.200 anys llum del sistema solar.
El sistema està compost per un calent estel blau de tipus espectral O6III-V i un estel de Wolf-Rayet de tipus WN5. Constitueix una binària eclipsant amb un període orbital de 4,1 dies, i l'excentricitat de l'òrbita és ε = 0,03. La separació entre els dos estels és de 0,18 ua o 38 radis solars. L'estel blau és el més lluminós, amb una lluminositat bolomètrica 435.000 vegades major que la lluminositat solar; per la seua banda, l'estel de Wolf-Rayet és 90.800 vegades més lluminós que el Sol. La temperatura superficial d'aquest últim aconsegueix els 82.000 K. En rajos X el parell és més lluminós del que caldria esperar considerant les components individualment; aquest excés sembla provenir de la zona d'interacció entre els vents estel·lars dels dos estels, la temperatura dels quals pot aconseguir diverses desenes de milions de graus K, contribuint principalment a les emissions de rajos X de més energia.
L'estel blau és 25 vegades més massiu que el Sol i el seu acompanyant té una massa de 10 masses solars. Igual que altres estels de Wolf-Rayet, aquesta component del sistema perd massa a raó de 0,6 × 10−5 masses solars per any, mentre que l'estel blau ho fa a un ritme deu vegades menor. El radi d'aquest últim és 10 vegades més gran que el radi solar i el de l'estel de Wolf-Rayet és 3 vegades més gran que el del nostre Sol.